# Джанін (Сирія)
Джанін (англ. Janin, араб. جنين) — поселення в Сирії, що об'єднує невеличку друзьку общину в нохії Ес-Санамейн, яка входить до складу мінтаки Ес-Санамейн у південній сирійській мухафазі Дара.